# Никола Киселинов
Никола Киселинов е български общественик, деец на Македонските благотворителни братства и финансист.

## Биография
Произхожда от българския род Киселинови от Охрид, тогава в Османската империя, днес в Северна Македония.
След преселването си в България е деец на Охридското благотворително братство. В края на 1924 година е избран в Настоятелството на братството като съветник. Съветник е и в 1936 година.
При създаването на Македонската кооперативна банка в 1925 година е избран в ръководството ѝ (Управителен и Контролен съвет).